# Björkgrundet och Algrundet
För andra betydelser, se Björkgrundet eller Algrundet.
Björkgrundet och Algrundet är en ö i Finland. Den ligger i kommunen Salo i den ekonomiska regionen  Salo och landskapet Egentliga Finland, i den södra delen av landet, 110 km väster om huvudstaden Helsingfors.
Björkgrundet och Algrundet ligger mellan öarna Niksor och Utö. Det finns en broväg mellan Niksor och Björkgrundet och Algrundet och år 2007 byggdes Utö bro över Niksorströmmen till Utö.